# Hongkong a 2020. évi nyári olimpiai játékokon
Hongkong a  Tokióban megrendezett 2020. évi nyári olimpiai játékok egyik részt vevő nemzete volt. Hongkongot az olimpián 13 sportágban 46 sportoló képviselte, akik összesen 6 érmet szereztek.

## Érmesek
| Érem  | Versenyző                                                         | Sportág       | Versenyszám       | Dátum        |
| ----- | ----------------------------------------------------------------- | ------------- | ----------------- | ------------ |
| Arany | Cőng Ká-lóng (Cheung Ka-long)                                     | Vívás         | Férfi tőr, egyéni | július 26.   |
| Ezüst | Siobhan Haughey                                                   | Úszás         | Női 200 m gyors   | július 28.   |
| Ezüst | Siobhan Haughey                                                   | Úszás         | Női 100 m gyors   | július 30.   |
| Bronz | Léj Hou-chíng (Lee Ho Ching) Tou Hój-kam (Doo Hoi Kem) Minnie Soo | Asztalitenisz | Női csapat        | augusztus 5. |
| Bronz | Grace Lau                                                         | Karate        | Női kata          | augusztus 5. |
| Bronz | Léj Vaj-szí (Lee Wai-sze)                                         | Kerékpározás  | Női egyéni sprint | augusztus 8. |